# Палехский район
Па́лехский райо́н — административно-территориальная единица (район) и муниципальное образование (муниципальный район) в центре Ивановской области России.
Административный центр — посёлок городского типа Палех — всемирно известный центр лаковой миниатюры, находится в 70 км от Иванова, в 340 км от Москвы, в 30 км от Шуи. В Шуе расположена ближайшая к Палеху железнодорожная станция.

## География
Палехский район расположен в центре Ивановской области, занимает территорию 852 км², граничит с пятью районами: Шуйским, Родниковским, Лухским, Верхнеландеховским, Южским.
Палехский район богат лесами и озёрами. В районе протекают малые реки (Люлех, Палешка, Куромза, Матня, Леска, Печуга, Ламешка, Скиверска, Люлишка, Люлих и др.), есть озёра (Левинское — 9 га, Медвежское — 3,1 га, Немцово — 8,5 га, Коровино — 4,4 га), два небольших водохранилища возле деревень Паново и Григорово.
В Палехском районе обитают животные и птицы, как лось, кабан, лисица, заяц, волк, медведь, енотовидная собака, барсук, бобр, ондатра, выхухоль, рысь, белка, куница, утка-кряква, речные утки, вальдшнеп, глухарь, тетерев-косач, сова, на пролёте — гуси, серая куропатка и др.

## История
Район образован постановлением Президиума ВЦИК 25 января 1935 года в составе Ивановской Промышленной области. В район вошли сельсоветы: Вареевский, Еремкинский, Клетинский, Крутцовский, Кузнечихинский, Куракинский, Малиновский, Мало-Дорковский, Майдаковский, Осиновский, Палехский, Пановский, Пеньковский, Пестовский, Помогаловский, Прудовский, Сакулинский, Соймицкий, Федурихинский, Хрулевский, Яковлевский  сельсовет. 18 июня 1954 года в результате укрупнения ликвидированы Соймицкий, Яковлевский, Вареевский, Куракинский, Еремкинский сельсоветы; объединены Помогаловский и Федурихинский сельсоветы в Вервякинский, Пестовский и Хрулевский — в Тименский, Палехский и Прудовский — в Подолинский, Кузнечихинский и Мало-Дорковский — в Раменский. 22 августа 1960 года упразднен Крутцовский сельсовет.
1 февраля 1963 года район был преобразован в Палехский сельский район, в состав которого вошли Палехский и Южский районы и часть сельсоветов Пестяковского и Лухского районов. 12 июня 1963 года Сельцовский сельсовет был передан в Ковровский сельский район Владимирской области. 28 февраля 1964 года сельсоветы Абросовский, Беклемищенский, Вербинский, Косиковский, Мордвиновский, Мытский, Неверово-Слободский, Нижне-Ландеховский, Порошинский, Стариловский, Филятский и Шалаевский сельсовет переданы в восстановленный Пестяковский район. 13 января 1965 года Палехский сельский район преобразован в район в составе: рабочего посёлка Палех и территорий Бакуновского, Верзякинского, Клетинского, Майдаковского, Малиновского, Осиновского, Пановского, Пеньковского, Подолинского, Раменского, Рябовского,  Сакулинского, Тименского сельсоветов.
3 ноября 1965 года в состав восстановленного Лухского района переданы Бакуновский и Рябовский сельсоветы. 12 декабря 1977 года упразднены Малиновский и Верзякинский сельсоветы.
В 2005 году в рамках организации местного самоуправления был образован муниципальный район.

## Население
| 1939    | 1959    | 1970    | 1979    | 1989    | 2002    | 2009    | 2010    | 2011    | 2012    |
| ------- | ------- | ------- | ------- | ------- | ------- | ------- | ------- | ------- | ------- |
| 22 444  | ↘18 341 | ↘16 347 | ↘14 987 | ↘14 812 | ↘12 791 | ↘11 717 | ↘10 884 | ↘10 833 | ↘10 627 |
| 2013    | 2014    | 2015    | 2016    | 2017    | 2018    | 2019    | 2020    | 2021    |         |
| ↘10 369 | ↘10 175 | ↘9998   | ↘9848   | ↘9661   | ↘9551   | ↘9302   | ↘9207   | ↘8947   |         |

### Урбанизация
Городское население (посёлок городского типа Палех) составляет 51.78 % населения района.

### Национальный состав
По итогам переписи населения 2020 года проживали следующие национальности (национальности менее 0,1 % и другое, см. в сноске к строке «Другие»):
| Национальность | Численность, чел. | Доля     |
| -------------- | ----------------- | -------- |
| Русские        | 8655              | 96,74 %  |
| Украинцы       | 30                | 0,34 %   |
| Армяне         | 19                | 0,21 %   |
| Узбеки         | 18                | 0,20 %   |
| Чуваши         | 16                | 0,18 %   |
| Азербайджанцы  | 15                | 0,17 %   |
| Таджики        | 13                | 0,15 %   |
| Белорусы       | 10                | 0,11 %   |
| Другие         | 171               | 1,90 %   |
| Итого          | 8947              | 100,00 % |

## Муниципально-территориальное устройство
В муниципальный район входят 4 муниципальных образования, в том числе 1 городское и 3 сельских поселения.
| № | Муниципальное образование       | Административный центр | Количество населённых пунктов | Население (чел.) | Площадь (км²) |
| - | ------------------------------- | ---------------------- | ----------------------------- | ---------------- | ------------- |
| 1 | Палехское городское поселение   | пгт Палех              | 3                             | ↗4720            | 6,85          |
| 2 | Майдаковское сельское поселение | село Майдаково         | 12                            | ↗1827            | 135,63        |
| 3 | Пановское сельское поселение    | деревня Паново         | 58                            | ↘1223            | 340,35        |
| 4 | Раменское сельское поселение    | деревня Раменье        | 51                            | ↘1177            | 347,40        |

В 2005 году в рамках организации местного самоуправления в муниципальном районе были образованы 1 городское (Палехское) и 9 сельских поселений: Клетинское, Майдаковское, Осиновецкое, Пановское, Пеньковское, Подолинское, Раменское, Сакулинское, Тименское. Законом Ивановской области от 10 декабря 2009 года были упразднены сельские поселения: Осиновецкое (включено в Майдаковское сельское поселение); Клетинское, Подолинское и Тименское сельские поселения (включены в Раменское сельское поселение). В 2015 году были упразднены Пеньковское и Сакулинское сельские поселения (включены в Пановское сельское поселение).

## Населённые пункты
В Палехском районе 124 населённых пункта, в том числе 1 городской (пгт) и 123 сельских.
| №   | Населённый пункт | Тип     | Население | Муниципальное образование       |
| --- | ---------------- | ------- | --------- | ------------------------------- |
| 1   | Анютино          | деревня | ↘13       | Раменское сельское поселение    |
| 2   | Барское          | деревня | ↘7        | Пановское сельское поселение    |
| 3   | Барышки          | деревня | ↘10       | Раменское сельское поселение    |
| 4   | Беликово         | деревня | ↘25       | Раменское сельское поселение    |
| 5   | Богатищи         | деревня | ↘9        | Раменское сельское поселение    |
| 6   | Бокари           | деревня | ↘63       | Пановское сельское поселение    |
| 7   | Борисовка        | деревня | ↘0        | Раменское сельское поселение    |
| 8   | Бородино         | деревня | ↘21       | Пановское сельское поселение    |
| 9   | Бражново         | деревня | ↘25       | Пановское сельское поселение    |
| 10  | Бурдинка         | деревня | ↘11       | Раменское сельское поселение    |
| 11  | Вареево          | село    | ↘2        | Пановское сельское поселение    |
| 12  | Верзякино        | деревня | ↘27       | Пановское сельское поселение    |
| 13  | Воробино         | деревня | ↘3        | Раменское сельское поселение    |
| 14  | Выставка         | деревня | ↘0        | Пановское сельское поселение    |
| 15  | Выставка         | деревня | ↘0        | Раменское сельское поселение    |
| 16  | Гари             | деревня | ↘1        | Пановское сельское поселение    |
| 17  | Гарино           | деревня | ↘0        | Пановское сельское поселение    |
| 18  | Городилово       | деревня | ↘11       | Пановское сельское поселение    |
| 19  | Григорово        | деревня | ↘8        | Пановское сельское поселение    |
| 20  | Дерягино         | деревня | ↘4        | Раменское сельское поселение    |
| 21  | Добрячиха        | деревня | ↘3        | Пановское сельское поселение    |
| 22  | Дорки Большие    | село    | ↘8        | Раменское сельское поселение    |
| 23  | Дорки Малые      | село    | ↘33       | Раменское сельское поселение    |
| 24  | Дубоколиха       | деревня | ↘15       | Пановское сельское поселение    |
| 25  | Дягилево         | деревня | ↘24       | Раменское сельское поселение    |
| 26  | Еремкино         | деревня | ↘48       | Майдаковское сельское поселение |
| 27  | Жуково           | деревня | ↘40       | Пановское сельское поселение    |
| 28  | Залесье          | деревня | ↘5        | Пановское сельское поселение    |
| 29  | Зименки          | деревня | ↘2        | Раменское сельское поселение    |
| 30  | Зимницы Малые    | деревня | ↘2        | Пановское сельское поселение    |
| 31  | Зимницы Нагорные | деревня | ↘2        | Пановское сельское поселение    |
| 32  | Зубиха           | деревня | ↘58       | Майдаковское сельское поселение |
| 33  | Иваново-Ильино   | деревня | ↘7        | Раменское сельское поселение    |
| 34  | Иваньково        | деревня | ↘20       | Раменское сельское поселение    |
| 35  | Казаково         | деревня | ↘6        | Пановское сельское поселение    |
| 36  | Каменново        | деревня | ↘1        | Пановское сельское поселение    |
| 37  | Киверниково      | деревня | ↘3        | Раменское сельское поселение    |
| 38  | Киселёво         | деревня | ↘0        | Раменское сельское поселение    |
| 39  | Клетино          | деревня | ↘111      | Раменское сельское поселение    |
| 40  | Ковшово          | деревня | ↘62       | Палехское городское поселение   |
| 41  | Кожевниково      | деревня | ↘0        | Пановское сельское поселение    |
| 42  | Колзаки          | деревня | ↘21       | Пановское сельское поселение    |
| 43  | Конопляново      | деревня | ↘59       | Майдаковское сельское поселение |
| 44  | Костюхино        | деревня | ↘25       | Раменское сельское поселение    |
| 45  | Кочкино          | деревня | ↘1        | Пановское сельское поселение    |
| 46  | Красная          | деревня | ↘6        | Пановское сельское поселение    |
| 47  | Красное          | село    | ↘91       | Раменское сельское поселение    |
| 48  | Крутцы           | село    | ↘88       | Майдаковское сельское поселение |
| 49  | Кузнечиха        | деревня | ↘45       | Раменское сельское поселение    |
| 50  | Куракино         | деревня | ↘1        | Раменское сельское поселение    |
| 51  | Курилиха         | деревня | ↘2        | Пановское сельское поселение    |
| 52  | Ламаксино        | деревня | ↘6        | Пановское сельское поселение    |
| 53  | Левино           | деревня | ↘5        | Пановское сельское поселение    |
| 54  | Линёво           | деревня | ↘22       | Пановское сельское поселение    |
| 55  | Лодыгино         | деревня | ↘11       | Пановское сельское поселение    |
| 56  | Ломы             | деревня | ↘0        | Майдаковское сельское поселение |
| 57  | Лужки            | деревня | ↗202      | Раменское сельское поселение    |
| 58  | Лукино           | деревня | ↘2        | Раменское сельское поселение    |
| 59  | Майдаково        | село    | ↘1515     | Майдаковское сельское поселение |
| 60  | Маланьино        | деревня | ↘1        | Раменское сельское поселение    |
| 61  | Малиново         | деревня | 33        | Пановское сельское поселение    |
| 62  | Матюкино         | деревня | ↘6        | Раменское сельское поселение    |
| 63  | Медвежье         | деревня | ↘12       | Раменское сельское поселение    |
| 64  | Мелёшино         | село    | ↘48       | Раменское сельское поселение    |
| 65  | Мокеиха          | деревня | ↘1        | Раменское сельское поселение    |
| 66  | Морыгино         | деревня | ↘7        | Пановское сельское поселение    |
| 67  | Мухино           | деревня | ↗186      | Раменское сельское поселение    |
| 68  | Мясниково        | деревня | ↘14       | Пановское сельское поселение    |
| 69  | Назарьево        | деревня | ↘11       | Пановское сельское поселение    |
| 70  | Никитино         | деревня | ↘1        | Пановское сельское поселение    |
| 71  | Никоново         | деревня | 3         | Пановское сельское поселение    |
| 72  | Новая            | деревня | ↘24       | Раменское сельское поселение    |
| 73  | Новосёлки        | деревня | ↘7        | Раменское сельское поселение    |
| 74  | Овсяницы         | деревня | ↘57       | Раменское сельское поселение    |
| 75  | Окульцево        | деревня | ↘12       | Пановское сельское поселение    |
| 76  | Олесово          | деревня | ↘0        | Раменское сельское поселение    |
| 77  | Онучево          | деревня | 6         | Пановское сельское поселение    |
| 78  | Осиновец         | деревня | ↘28       | Майдаковское сельское поселение |
| 79  | Палех            | пгт     | ↗4633     | Палехское городское поселение   |
| 80  | Паново           | деревня | ↗391      | Пановское сельское поселение    |
| 81  | Пахотино         | деревня | ↘33       | Раменское сельское поселение    |
| 82  | Пеньки           | деревня | ↗431      | Пановское сельское поселение    |
| 83  | Пестово          | деревня | ↘0        | Пановское сельское поселение    |
| 84  | Пестово          | деревня | ↘14       | Раменское сельское поселение    |
| 85  | Петрово          | деревня | ↘10       | Пановское сельское поселение    |
| 86  | Погорелка        | деревня | ↘0        | Майдаковское сельское поселение |
| 87  | Поддорожново     | деревня | 1         | Майдаковское сельское поселение |
| 88  | Подлесново       | деревня | ↘0        | Пановское сельское поселение    |
| 89  | Подолино         | село    | ↘140      | Раменское сельское поселение    |
| 90  | Помогалово       | село    | ↘60       | Пановское сельское поселение    |
| 91  | Понькино         | деревня | ↘16       | Раменское сельское поселение    |
| 92  | Потанино         | деревня | ↘7        | Раменское сельское поселение    |
| 93  | Починок          | деревня | ↘20       | Пановское сельское поселение    |
| 94  | Привалье         | деревня | ↘2        | Пановское сельское поселение    |
| 95  | Прудово          | деревня | ↘8        | Раменское сельское поселение    |
| 96  | Раменье          | деревня | ↘50       | Раменское сельское поселение    |
| 97  | Роглово          | деревня | ↘6        | Раменское сельское поселение    |
| 98  | Рудильницы       | деревня | ↘14       | Раменское сельское поселение    |
| 99  | Рыбино           | деревня | ↘14       | Пановское сельское поселение    |
| 100 | Сакулино         | село    | ↗174      | Пановское сельское поселение    |
| 101 | Свергино         | деревня | ↘39       | Палехское городское поселение   |
| 102 | Сергеево         | деревня | ↘23       | Раменское сельское поселение    |
| 103 | Смертино         | деревня | ↘0        | Раменское сельское поселение    |
| 104 | Соймицы          | село    | ↘189      | Пановское сельское поселение    |
| 105 | Спас-Шелутино    | село    | ↘0        | Пановское сельское поселение    |
| 106 | Теличново        | деревня | 23        | Майдаковское сельское поселение |
| 107 | Тёплово          | деревня | ↗235      | Майдаковское сельское поселение |
| 108 | Терехово         | деревня | ↘4        | Пановское сельское поселение    |
| 109 | Тименка          | село    | ↗153      | Раменское сельское поселение    |
| 110 | Углецы           | деревня | ↘0        | Пановское сельское поселение    |
| 111 | Ульяниха         | деревня | ↘28       | Пановское сельское поселение    |
| 112 | Фалюшино         | деревня | ↘6        | Пановское сельское поселение    |
| 113 | Федуриха         | деревня | ↘16       | Пановское сельское поселение    |
| 114 | Фомино           | деревня | ↘1        | Раменское сельское поселение    |
| 115 | Фурово           | деревня | ↘7        | Раменское сельское поселение    |
| 116 | Хмельники        | деревня | ↘3        | Раменское сельское поселение    |
| 117 | Хотёново         | деревня | ↘83       | Пановское сельское поселение    |
| 118 | Хрулёво          | деревня | ↘16       | Раменское сельское поселение    |
| 119 | Шалимово         | деревня | ↘7        | Раменское сельское поселение    |
| 120 | Шоготово         | деревня | ↘11       | Пановское сельское поселение    |
| 121 | Шолохово         | деревня | 4         | Пановское сельское поселение    |
| 122 | Щавьево          | деревня | 14        | Майдаковское сельское поселение |
| 123 | Юркино           | деревня | ↘26       | Пановское сельское поселение    |
| 124 | Яковлево         | деревня | ↘19       | Пановское сельское поселение    |

Упразднённые населённые пункты:
- 1997 год — деревни Плешково, Развалихино, Поддубново[26].

## Экономика
Экономика района представлена художественными промыслами, промышленностью, сельским хозяйством, торговлей, сферой услуг, строительством, лесозаготовкой. В районе действует 36 предприятий малого бизнеса и 221 предприниматель. В малых предприятиях занято около 400 человек. 9 сельскохозяйственных предприятий, 37 крестьянских (фермерских) хозяйств.

## Инфраструктура
В районе 4 общеобразовательные школы, 9 дошкольных учреждений, 25 клубов и домов культуры, 16 библиотек, 4 медицинских учреждения.

## Известные уроженцы
- Баканов Иван Михайлович (1870-1936) — художник лаковой миниатюры, заслуженный деятель искусств РСФСР
- Баженов Павел Дмитриевич (1904-1941) — художник лаковой миниатюры
- Белышев, Александр Викторович (1893-1974) — комиссар крейсера «Аврора»
- Буторин, Дмитрий Николаевич (1891-1960) — художник лаковой миниатюры, заслуженный деятель искусств РСФСР
- Вакуров Иван Петрович (1885-1968) — художник лаковой миниатюры, народный художник РСФСР
- Ватагин Алексей Иванович (1881-1947) — художник лаковой миниатюры
- Горбатов, Александр Васильевич (1891—1973) — советский военачальник, генерал армии, Герой Советского Союза
- Голиков Иван Иванович (1887-1937) — художник лаковой миниатюры, заслуженный деятель искусств РСФСР
- Голиков Николай Иванович (р.1924) — художник лаковой миниатюры, народный художник РСФСР
- Дыдыкин Аристарх Александрович (1874-1954) — художник лаковой миниатюры
- Дыдыкин, Николай Васильевич (1894-1975) — скульптор, заслуженный деятель искусств РСФСР
- Зиновьев, Николай Михайлович (1888-1979) — художник лаковой миниатюры, народный художник СССР, Герой Социалистического Труда
- Корин, Павел Дмитриевич (1892-1967) — народный художник СССР
- Котухин Александр Васильевич (1886-1961) — художник лаковой миниатюры, народный художник РСФСР
- Маркичев Иван Васильевич (1883-1955) — художник лаковой миниатюры, народный художник РСФСР
- Парилов, Николай Михайлович (1891-1962) — художник лаковой миниатюры, заслуженный деятель искусств РСФСР